# Voy Pa' Encima (álbum)
Voy Pa' Encima es el segundo álbum de estudio de Frankie Ruiz como cantante solista, fue lanzado el año 1987, logrando vender 300 000 ejemplares en los Estados Unidos y Puerto Rico, hasta cruzar el Atlántico para sonar en España con el mundialmente conocido Desnúdate Mujer. 
Este disco alcanzó rápidamente los primeros lugares en la lista de éxitos musicales al igual que el anterior álbum Solista... Pero No Solo.
Es considerado uno de los álbumes que inició el breve "boom" de la salsa erótica  a finales de los años 1980 y consagró a Frankie Ruiz como uno de los máximos exponentes de la época junto a Eddie Santiago, Willie Gonzáles, Lalo Rodríguez y Paquito Guzmán

## Ranking Billboard
- Desnúdate Mujer fue el primer sencillo de este álbum alcanzando la posición 6 de la lista de éxitos musicales Billboard en la categoría Hot Latin Tracks. Esta fue la primera vez que una canción del género salsa llegó a estar entre los diez primeros puestos en la lista Hot Latin Tracks después de su creación en 1986.[3]

- Quiero Llenarte fue el segundo sencillo de Voy Pa' Encima y alcanzó la posición 11 en la lista de éxitos musicales Billboard en la categoría Hot Latin Tracks.[4]

| U.S. Billboard Singles |                                   |                 |          |
| Año                    | Chart (Lista de éxitos musicales) | Sencillo        | Posición |
| 1987                   | Hot Latin Tracks                  | Desnudate Mujer | 6        |
| 1987                   | Hot Latin Tracks                  | Quiero Llenarte | 11       |

| U.S. Billboard Albums |                                   |                                                  |          |
| Año                   | Chart (Lista de éxitos musicales) | Fechas en el Ranking                             | Posición |
| 1987                  | U.S. Billboard Tropical/Salsa     | 18 de abril al 13 de junio (Por 8 semanas)       | 1        |
| 1987                  | U.S. Billboard Tropical/Salsa     | 8 de agosto al 3 de octubre (Por 9 semanas)      | 1        |
| 1987                  | U.S. Billboard Tropical/Salsa     | 31 de octubre al 14 de noviembre (Por 3 semanas) | 1        |

## Lista de canciones
| N.º | Título                     | Compositor(es)                 | Duración |  |
| 1.  | «Quiero Llenarte»          | P. Favini/M. Flores/M. Molina  | 4:31     |  |
| 2.  | «Si No Te Hubieras Ido»    | Gloria González                | 4:50     |  |
| 3.  | «Desnudate Mujer»          | V. Poliguano                   | 4:49     |  |
| 4.  | «Mujeres»                  | Marcelo Molina/Aquiles/Roggero | 4:07     |  |
| 5.  | «No Me Hables Mal De Ella» | Gloria González                | 5:00     |  |
| 6.  | «Imposible Amor»           | Pedro Arroyo                   | 5:00     |  |
| 7.  | «Quiero Verte»             | Pedro Arroyo                   | 4:29     |  |
| 8.  | «Voy Pa' Encima»           | Peter Velázquez                | 4:17     |  |

## Personal

### Músicos
- Voz - Frankie Ruiz
- Coros - Eddie Santiago, Héctor "Pichie" Pérez y Mario Cora
- Güiro y Maracas - Héctor "Pichie" Pérez
- Trompetas - Tommy Villariny, Angel "Angie" Machado, Mario Ortiz Jr.
- Trombones - Carlos Soto, Antonio Vázquez, Jesus R. Torres
- Piano - Cesar Concepción, José Pajar
- Bajo - Efraín Hernández
- Bongos - Baby Serrano
- Congas - Jimmie Morales
- Timbales - Santiago "Chago" Martínez

### Créditos
- Productor - Frank Torres y Julio César Delgado
- Director de grabación – Julio César Delgado
- Fotografía - Al Freddy
- Diseño y Arte - DRAGO, Hialeah Gardens, FL.